# Qoud'coeur de la Loge
Qoud'coeur de la Loge (né le 19 mai 2004) est un étalon de robe baie, inscrit au stud-book du Selle français, qui fut surtout monté par le cavalier français Roger-Yves Bost en saut d'obstacles. C'est un fils d'Idéal de la Loge.

## Histoire
Qoud'coeur de la Loge naît le 19 mai 2004 à la S.C.E.A. Élevage de la Loge, située à la Loge aux moines, dans la commune de Couffé en Loire-Atlantique (France),.
Monté par Roger-Yves Bost, il est la propriété d'Equiblue et de Bosty Jump.
Une crevasse l'empêche de participer aux Jeux olympiques d'été de 2016.
Mi-novembre 2018, Roger-Yves Bost annonce sa mise à la retraite.

## Description
Qoud'coeur de la Loge est un étalon de robe baie, inscrit au stud-book du Selle français. Il mesure 1,67 m.

## Palmarès
Il atteint un indice de saut d'obstacles (ISO) de 172 en 2015.
Son année 2016 est considérée comme exceptionnelle, avec des gains en compétition supérieurs à 300 000 euros.

## Origines
Qoud'coeur de la Loge est un fils de l'étalon Selle français Idéal de la Loge, et de la jument Selle français Fana de la Loge, par Ténor de la Cour. Il compte 46 % d'ancêtres Pur-sang, pour 50 % de Selle français et assimilés. C'est un Selle français A, ce qui signifie qu'il ne compte pas d'origines autres que françaises dans son pedigree. 

## Descendance
La carrière de reproducteur de Qoud'Coeur de la Loge est gérée par France Étalons ; pour la saison de reproduction 2019, il était stationné au haras de Meursanges, en Bourgogne.